# Brioc de Bretanya
Brioc (en gal·lès: Briog, en bretó: Brieg, en francès: Brieuc) (Gal·les, començament del segle vi - Saint-Brieuc, Bretanya, segle VI) fou un monjo gal·lès, predicador a la Bretanya i primer abat de Saint-Brieuc. És venerat com a sant per diferents confessions cristianes i es considera un dels Set sants fundadors de la Bretanya.

## Biografia
No se sap gran cosa sobre la seva joventut; les actes de la seva vida, del segle ix, no són fiables. James Ussher, bisbe irlandès del segle xvi, diu que havia nascut a Irlanda, però no hi ha proves per afirmar-ho. La tradició diu que havia nascut a Ceredigion (Gal·les) i el seu nom original era Briafael o Briavel.
Va estudiar amb Germanus (no es pot saber si es tracta de sant Germà d'Auxerre, Germà de París o un altre). Segons les actes tardanes, va fer miracles abans d'ésser ordenat sacerdot. Va fundar l'església de Saint Breock a Cornualla i va marxar a predicar a la Bretanya, on va fundar un monestir a Landebaeron. Marxà després a l'Alta Bretanya, on va establir un oratori al lloc que després prendria el seu nom, Saint-Brieuc-des-Vaux, que esdevingué monestir i del qual Brioc va ésser l'abat.

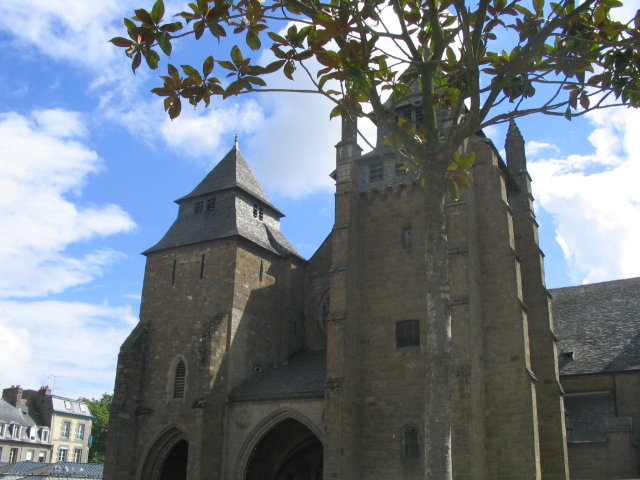
Catedral de Saint-Brieuc.

Brioc hi morí i fou sebollit a l'església del monestir, després catedral dedicada a sant Esteve. Les seves relíquies van portar-se el 865 a Angers i novament es traslladaren en 1166. Una part, amb el seu anell, va tornar a la Catedral de Saint-Brieuc en 1210.

## Identificació amb Sant Briavel
En alguns santorals britànics del segle xi consta un Sant Briavel, amb festivitat el 17 de juny o el 2 de juliol. Es pensa que és el mateix Brioc, prenent-ne el nom original de Briafael.